# Бандън (град, Орегон)
Вижте пояснителната страница за други значения на Бандън.
Бандън (на английски: Bandon) е град в окръг Кус, щата Орегон, САЩ. Бандън е с население от 3235 жители (2007) и обща площ от 8 km². Намира се на 6,1 m надморска височина. ЗИП кодът му е 97411, а телефонният му код е 541.